# Gewichtheffen op de Paralympische Zomerspelen
Gewichtheffen is een van de sporten die op het programma van de Paralympische Spelen hebben gestaan.
Gewichtheffen stond vanaf de tweede Zomerspelen in 1964 op het programma, en voor het laatst op dat van de Zomerspelen van 1992 in Barcelona.
In 1964 stonden er vier evenementen op het programma;
- Vedergewicht
- Lichtgewicht
- Middengewicht
- Zwaarwegewicht

In 1992 waren dit er vijf;
- tot 52 kg
- tot 60 kg
- tot 75 kg
- tot 90 kg
- boven 90 kg

Tokio 1964 ·
Tel Aviv 1968 ·
Heidelberg 1972 ·
Toronto 1976 ·
Arnhem 1980 ·
New York & Stoke Mandeville 1984 ·
Seoel 1988 ·
Barcelona 1992